# Антелоуп (округ, Небраска)
Шаблон:StateAbbr_ 42°11′ пн. ш. 98°04′ зх. д. / 42.18° пн. ш. 98.07° зх. д.
Округ Антелоуп (англ. Antelope County) — округ (графство) у штаті Небраска, США. Ідентифікатор округу 31003.

## Історія
Округ утворений 1871 року.

## Демографія
За даними перепису
2000 року
загальне населення округу становило 7452 осіб, усе сільське.
Серед мешканців округу чоловіків було 3666, а жінок — 3786. В окрузі було 2953 домогосподарства, 2072 родин, які мешкали в 3346 будинках.
Середній розмір родини становив 3,05.
Віковий розподіл населення поданий у таблиці:
| Стать    | До 15 років | 15-21 | 22-29 | 30-39 | 40-49 | 50-65 | 65-85 | Понад 85 |
| -------- | ----------- | ----- | ----- | ----- | ----- | ----- | ----- | -------- |
| Чоловіки | 819         | 377   | 246   | 412   | 586   | 597   | 551   | 78       |
| Жінки    | 787         | 342   | 237   | 428   | 545   | 593   | 687   | 167      |

## Суміжні округи
- Нокс — північ
- Пієрс — схід
- Медісон — південний схід
- Бун — південь
- Вілер — південний захід
- Голт — захід

## Виноски
1. ↑  US Decennial Census. US Census Bureau. Архів оригіналу за 26 квітня 2015. Процитовано 3 грудня 2014.
2. ↑  Historical Census Browser. University of Virginia Library. Архів оригіналу за 11 серпня 2012. Процитовано 3 грудня 2014.
3. ↑  Population of Counties by Decennial Census: 1900 to 1990. US Census Bureau. Архів оригіналу за 27 квітня 2015. Процитовано 3 грудня 2014.
4. ↑  Census 2000 PHC-T-4. Ranking Tables for Counties: 1990 and 2000 (PDF). US Census Bureau. Архів оригіналу (PDF) за 18 грудня 2014. Процитовано 3 грудня 2014.
5. ↑  State & County QuickFacts. US Census Bureau. Архів оригіналу за 6 липня 2011. Процитовано 17 вересня 2013. [Архівовано 2011-06-07 у Wayback Machine.](англ.) Наведено за англійською вікіпедією.
6. ↑  American FactFinder. Бюро перепису населення США. Архів оригіналу за 26 лютого 2012. Процитовано 31 січня 2008. [Архівовано 2008-05-21 у Wayback Machine.]

| США | Це незавершена стаття з географії США. Ви можете допомогти проєкту, виправивши або дописавши її. |